# Мађарска гркокатоличка црква
Мађарска гркокатоличка црква (мађ. Magyar görögkatolikus egyház) или Мађарска источнокатоличка црква је једна од источних католичких цркава које следе грчко-византијски литургијски обред. У пуном је јединству са Римокатоличком црквом. Према подацима из 2015. године, Мађарска гркокатоличка црква броји 261.100 верника, 187 жупа и 255 свештеника.

## Историја
Данашња Мађарска гркокатоличка црква је настала реорганизацијом старијих гркокатоличких установа у некадашњој Краљевини Угарској. Пошто је у разним областима Угарске живео велики број православних Румуна, Русина и Срба, католички мисионари су током 16. и 17. века развили рад на њиховом унијаћењу, чиме су учињени први кораци ка стварању гркокатоличких заједница у тим областима. Након Ужгородске уније (1646), на место дотадашње Мукачевске православне епархије створена је Мукачевска гркокатоличка бискупија, чија се надлежност простирала и над деловима данашње Мађарске. Крајем 17. и почетком 18. века, у Угарској је интензивиран процес унијаћења са циљем да се што већи број православних Срба, Румуна и Русина преведе у гркокатолицизам, што је у појединим срединама и успело.
Током 18. и 19. века, део поунијаћених Румуна, Русина и Срба је потпао под утицај мађаризације, што је довело стварања мађарске гркокатоличке заједнице, која је почела да напушта традиционалну употребу црквенословенског језика у литургији, тежећи да га замени мађарским језикпм. Стога је 1873. године за мађарске (помађарене) гркокатолике у оквиру Мукачевске гркокатоличке бискупије створен посебан егзархат, са седиштем у Хајдудорогу. Због све већег броја мађарских гркокатолика папа Пије X је 8. јуна 1912. године установио самосталну мађарску гркокатоличку бискупију у Хајдудорогу са 162 жупе. Потом је 4. јуна 1924. године основан и Апостолски егзархат у Мишколцу на североистоку државе, где је литургија првобитно обављана на црквенословенском језику, који је потом замењен мађарским. Крајем 20. и почетком 21. века, дошло је убрзаног развоја гркокатоличких установа у мађарској, тако да је 20. марта 2015. године Папа Фрања је уздигао Мађарску гркокатоличку цркву у ранг метрополитске цркве.

## Структура
Црква је уређена као јединствена црквена покрајина, која се састоји од надбискупије и две суфраганске бискупије:
- Мађарски гркокатоличка надбискупија Хајдудорог 
  - Мађарска гркокатоличка бискупија Мишколц
  - Мађарска гркокатоличка бискупија Њиређхаза

Њени бискупи су чланови бискупске конференције Мађарске.